# Nussknacker-Syndrom
Das Nussknacker-Syndrom (synonym auch: Nussknacker-Phänomen, englisch: nutcracker phenomenon, nutcracker syndrome) entsteht als eine angeborene klinisch manifeste Variante eines Nussknacker-Phänomens durch Einklemmen (Impingement) der linken Nierenvene zwischen der Arteria mesenterica superior und der Aorta abdominalis. Es droht eine venöse Stauung im Bauch.
Der Name erklärt sich dadurch, dass die linke Nierenvene wie mit einem Nussknacker zwischen der Bauchaorta und der (die Blutader überkreuzenden) oberen Eingeweidearterie eingeklemmt oder zusammengedrückt wird.

## Symptome
Häufig bestehen keine Beschwerden. Selten kommt es aber zu einer venösen Abflussstörung von Eierstockvene (Vena ovarica sinistra) (→ Beckenvenensyndrom) beziehungsweise Hodenvene (Vena testicularis sinistra; Varikozele) und zur Ausbildung von Krampfadern der Venen des kleinen Beckens. Im Urin können Blut (Hämaturie) und Eiweiß (Proteinurie) nachweisbar sein, insbesondere in aufrechter Körperhaltung (orthostatische Proteinurie). Gelegentlich treten Schmerzen im Bauchraum oder in der linken Flanke auf.
Bei Männern können als Folge der Varikozele Schmerzen im linken Hoden und Störungen der Spermienbildung (Spermatogenese) auftreten. Bei Frauen kann die Krampfaderbildung im Becken besonders während der Menstruation zu Druckschmerzen im Bereich des linken Eierstocks (Ovarium sinistrum) und (wie auch bei Männern) zu Schmerzen beim Geschlechtsverkehr (Dyspareunie) führen.

## Diagnostik
Suchverfahren sind Dopplersonographie, Computertomographie (CT) und Magnetresonanztomographie (MRT, Kernspintomographie). Die Sicherung der Diagnose erfolgt durch die Kontrastmitteldarstellung der Nierenvenen (selektive renale Vasographie, Phlebographie) sowie zusätzlich durch direkte intravasale Druckmessungen in beiden Nierenvenen und in der Vena cava inferior. Bei der Urinuntersuchung findet man eine orthostatische Proteinurie. Im Angio-CT sieht man eine Stauung der linken Nierenvene und gegebenenfalls Umgehungskreisläufe. In schweren Fällen findet man im Blutbild eine Anämie.

## Therapie
Operative Behandlungsverfahren sind die Entfernung der linken Niere (Nephrektomie), die operative Fixierung der linken Niere (Nephropexie), die operative Umleitung der linken Nierenvene oder die Verpflanzung der linken Niere in das Becken (Autotransplantation). Alternativ kann über einen Kathetereingriff ein Stent in die linke Nierenvene eingebracht werden, um diese offen zu halten.
Zusätzlich besteht die Möglichkeit der Ummantelung des betroffenen Gefäßes mit einem PTFE-Schlauch.